# Fluor-liddicoatite
La fluor-liddicoatite è un minerale precedentemente denominato liddicoatite.